# 渡部卓
渡部 卓（わたなべ たかし、1956年 - ）、は日本の実業家、大学教授、ビジネスコーチ、コンサルタント、産業カウンセラー。(株) ライフバランスマネジメント研究所代表、帝京平成大学 人文社会学部 教授、大学院 環境情報学研究科 教授、早稲田大学理工学術院 非常勤講師（現任）、お茶の水女子大学 生活科学部元非常勤講師、東京成徳大学経営学部元客員教授。武漢理工大学管理学院(ビジネススクール)客員教授。職場のメンタルヘルス、ストレス問題、ハラスメント対策、リーダー育成、ビジネス・コーチングなどのテーマでの出版書籍は中国、台湾、韓国での出版を含めて２０冊を超え、日経ビジネス、朝日新聞、読売新聞、日経産業新聞、フジサンケイビジネスアイ、日経Gooday（グッデイ）などでの長期での連載コラムを担当している。NHK「福祉ネットワーク」「おはよう日本」、民放、BS各社、ABEMA Prime等に複数回出演するなどの実績（出典・ライフバランスマネジメント研究所ホームページ・メディア報道）があり、組織心理、社風、コミュニケーション、人材育成、ダイバーシティ＆インクルージョン等での課題とその対策の論評では日本を代表する識者の一人である。ハラスメントにならない叱り方のヒントである「かりてきたねこ」の語呂合わせは広く知られるようになり、ハラスメント防止研修や関連出版物では広く引用紹介がされている。

## 「かりてきたねこ」
職場での部下や若手社員への叱り方のコツとして考案した語呂合わせである ”かりてきたねこ”はハラスメント防止対策セミナーや新聞、テレビ、雑誌などマスメディアなどの多方面で紹介されている。現在では職場でのパワーハラスメント防止の分野だけでなく、子育てでの叱り方のコツ、またハラスメントと受け取られない話法、認知行動療法での過度の思い込みの弊害防止のヒントとしても紹介されている。この「かりてきたねこ」の語呂合わせの意味する内容は以下の通りであり渡部卓が考案・発案者として書籍、新聞、テレビでも紹介されている。
- か⋯⋯感情的にならない。
- り⋯⋯理由を話す。
- て⋯⋯手際よく。手短に。
- き⋯⋯キャラクター（性格や人格など）に触れない。
- た⋯⋯他人と比較しない。
- ネ⋯⋯根に持たない。
- コ⋯⋯個別に叱る。

## 「は ひ ふ へ ほ」
５月病、長期休暇、連休休み明けのうつ防止へのヒント　
どのような気持ちで仕事を始めればよいのだろうか。連休明けを「ゆるやか」に始めるための合言葉「はひふへほ」
「は」は「半分でいい」、「ひ」は「人並みでいい」、「ふ」は「普通でいい」、
「へ」は「平凡でいい」、「ほ」は「程々でいい」。
※「はひふへほ」に関連した上記の語呂合わせでの心の持ち方、生き方の提唱者・出典は不詳である。

## 略歴
- 1975年 神奈川県立平塚江南高等学校卒業
- 1978年 米国ボストン大学短期留学
- 1979年 早稲田大学政治経済学部経済学科卒業
- モービル石油　仙台支店、経営企画部、企業派遣による海外留学
- 1987年 - 米国コーネル大学産業労働関係学部（ＩＬＲ）（単位取得・派遣留学）
- 1988年 - 米国ノースウェスタン大学 ケロッグ経営大学院卒（MBA企業派遣）
- 1990年 - 日本ペプシコ入社 フランチャイズマネジャー、支店長職など歴任
- 1993年 - 米ペプシコーラ社 ニューヨーク本社 プロジェクトマネジャー
- 1995年 - ヘインズブランズ ジャパン株式会社 マーケティング部長
- 1997年 - AOLジャパン Marketing&Sales General Manager
- 1999年 - 日本シスコシステムズ　コマーシャル営業本部 本部長
- 2001年 - (株)ネットエイジ（現/ユナイテッド株式会社（証券コード: 2497）代表取締役 副社長 COO
- 2002年 - (株)ライフバランスマネジメント 代表取締役 社長
- 2002年-  早稲田大学基幹理工学部 非常勤講師 就任 (現任）
- 2009年 - アドバンテッジ リスク マネジメント 執行役員 （兼職）
- 2009年 - （株）ライフバランスマネジメント研究所 代表（現任）（株）アドバンテッジ リスク マネジメント 顧問
- 2012年 - 武漢理工大学管理学院（School of Management）客員教授（兼職 任期3年）
- 2013年 - 武漢理工大学管理学院（School of Management）後期博士課程 研究生 (指導教官 ルオ・ファン教授)
- 2014年4月 - 帝京平成大学 人文社会学部 経営学科 教授（常勤）就任
- 2022年４月 -帝京平成大学 大学院 環境情報研究科　教授（常勤）就任
- 2025年3月　-帝京平成大学・大学院教授定年退官

## 主著作物
- 職場におけるメンタルヘルス対策と働き方改革 /（一社）地方行財政調査会 講演シリーズ/単著/2024/3/31
- 從仙台跳槽矽谷，日本企管講師寫給新鮮人的職場進化手冊！/楓葉社文化/単著/2022/11/25

- ラクしても成果が出る! すぐに使える仕事術 /明日香出版社/単著/2021/11/12
- あなたの職場の繊細くんと残念な上司 /青春新書インテリジェンス/単著/2020.09
- こんな会社で働きたい 健康経営企業編　/クロスメディアHR総合研究所/共著/2020/8/28
- 40代から伸びる人　40代で止まる人 /きずな出版/単著/2019/10/1
- 人が集まる職場 人が逃げる職場 /インプレス/単著/2018.04
- はたらく女性のコンディショニング事典 /インプレス/共著/2018/11/23
- 折れやすい部下の叱り方・育て方 /日本経済新聞出版/共著/2000.10
- 叱るより聴く。折れやすい部下の育て方 /みずほ総合研究所/単著/2001.05
- 会社のストレスに負けない本 /大和書房/単著/2005.05
- 心がラクになるメンタフダイアリー /日本実業株式会社/単著/2007.01
- 部下を｢会社うつ｣から守る本 /大和書房/単著/2007.05
- メンタルヘルス対策の実務と法律知識 /メンタルヘルス対策の実務と法律知識/共著/2008.08
- 打たれ強く成長するメンタルタフネス経営 /日本経済新聞出版/単著/2009.09
- カウンセリング実践ハンドブック /丸善出版/共著/2011.01
- 折れない心をつくるシンプルな習慣 /日本経済新聞出版/単著/2011.06
- 心理健康日記（中国語） /北京電子工業出版社/単著/2011.07
- ４５歳からのキャリアビジョン・ワークライフバランス /一般社団法人 地方行財政調査会/単著/2012.12
- 這樣說，比罵人更有效！：帶出高績效團隊的諮商式責備 中国語 /商業周刊(台湾の出版社)/単著/2013.07
- 社会人のための産業カウンセリング入門 /産業能率大学出版部/共著/2014.01
- 明日に疲れを持ち越さない プロフェッショナルの仕事術 /（株）インプレス・（株）クロスメディア・パブリッシング/単著/2015.12
- はたらく人のコンディショニング事典 /（株）インプレス・（株）クロスメディア・パブリッシング/共著/2016.06
- 不懂心理学，你怎么带团队 「企业高效运转的心理法则」 /中国法制出版社 /共著/2016.10
- 『はたらく人のコンディショニング事典』 韓国語版 /DONGA M&B Co. Ltd.（韓国）/共著/2016.11
- 金融機関管理職のためのイマドキ部下の育て方 /株式会社近代セールス社/単著/2017.03
- 『インターネットを活用した「依存症予防対策プログラム」』 /第11回日本産業カウンセリング学会（目白大学）/共著/2006.08
- .『認知療法理論に基づいた日記型メンタルヘルス相互支援プログラム』 /第9回日本産業カウンセリング学会（大阪国際大学）/共著/2004.08
- .『熊野旅行による肯定的な認知・感情的変化』 /第11回日本産業カウンセリング学会（目白大学）/共著/2006.08
- 『早期離職予防プログラム「HIL」』 /第11回日本産業カウンセリング学会（目白大学）/共著/2006.08
- 『The effect of computer supported CBT program on aggression of Japanese University Students』 /世界行動療法認知療法会議2007(スペイン・バルセロナ国際会議場)/共著/2007.07
- 精神科外来におけるギャンブル依存症グループの取り組み パチンコ・パチスロ依存症予防・治療プログラム /アディクションと家族 24(4), 327-332, 2008-02 /共著/2008.02
- 『早期離職予防プログラム「HIL」に関する研究』 /共著/2008.10
- 『Effects of a Cognitive Therapy Program with Internet on Mental Health of Japanese University Students』 /アジア認知行動療法会議（タイ国チュラロコン大）/共著/2008.10
- 『職場のコミュニケーションに関する研究』 /第13回日本産業カウンセリング学会（立正大学）/共著/2008.10
- 『WEBによる日記プログラムの気分に及ぼす効果の検討』 /第14回日本産業カウンセリング学会（法政大学）/共著/2009.08
- ビジネス心理検定試験公式テキスト /中央経済社 日本ビジネス心理学会編/共著/2013.08
- 未病うつに対する低強度メンタルヘルス・サービスにおける積極的な民間活力導入の提案 /経済産業研究所 (経済産業省 RIETI（独立行政法人経済産業研究所）/共著/2014.01
- New Service Developments for Non-Clinical Depression in the Workplace /International Conclave On Innovations in Engineering & Management/単著/2016.03
- 産業カウンセリングにおけるコラボレーションの展開/産業カウンセリング研究 10, 56-76, 2008/日本キャリア・カウンセリング学会
- 職場のストレスマネジメントとIT活用/(単著）心身医学 47 (1), 49-, 2007(教育講演II,第103回日本心身医学会関東地方会演題抄録,学会報告)

## 所属学会
MOBTS; Management & Organizational Behavior Teaching Society (in US), Scientific Society of Advanced Research and Social Change (in India), Advisory Board and Fellow, 日本産業カウンセリング学会（現・日本キャリア・カウンセリング学会）元常任理事（2014年9月退任）、日本心身医学会、日本人材育成学会、日本産業組織心理学会、日本うつ病学会、日本メンタルヘルス講師認定協会会長、人間情報学会等